# Rauf Dhomi
Rauf Dhomi (ur. 4 grudnia 1945 w Djakowicy) – kosowski kompozytor i dyrygent.

## Życiorys
Po ukończeniu szkoły w rodzinnej miejscowości, uczęszczał do średniej szkoły muzycznej w Prizrenie. W 1965 rozpoczął studia z zakresu teorii kompozycji i dyrygentury w Sarajewie, pod kierunkiem prof. Miroslava Špilera. W czasie studiów zdobył nagrodę na festiwalu młodzieży jugosłowiańskiej za skomponowaną przez siebie pieśń. Studia ukończył w 1970 i powrócił do Djakowicy. Pracował jako nauczyciel muzyki w miejscowym gimnazjum, a także kierował chórem męskim. Po ukończeniu studiów podyplomowych w Sarajewie rozpoczął w 1975 pracę na wydziale sztuk Uniwersytetu w Prisztinie, gdzie uzyskał tytuł profesorski. W 2003 współtworzył zespół Opery Kosowskiej, a w 2004 konserwatorium w Prisztinie.
W 1992 został wybrany członkiem korespondentem Akademii Nauk i Sztuk Kosowa, a cztery lata później uzyskał pełne członkostwo. W 1979 został wyróżniony tytułem Honorowego Obywatela Djakowicy.
Dhomi jest autorem pierwszej opery skomponowanej w Kosowie – Goca e Kaçanikut (Dziewczyna z Kaczaniku), nawiązującej w swojej tematyce do czasów osmańskich. W późniejszym okresie skomponował także dwie inne opery: Dasma arbëreshe (Wesele Arbereszy) i Muzat e Kalasë oraz balet E bukura More. W jego dorobku artystycznym znajdują się także pieśni, utwory orkiestrowe i symfoniczne. Był kompozytorem muzyki do siedmiu filmów fabularnych, wyprodukowanych przez Kosovafilmi.

## Twórczość

### Opery
- 1971: Goca e Kaçanikut, opera w dwóch aktach (libretto Ajmone Dhomi i Jusuf Buxhovi)
- 1982: Dasma arbëreshe, opera w trzech aktach (libretto Ajmone Dhomi)
- 2004: Muzat e Kalasë

### Balet
- 1984: Morea : balet në tri akte me prolog, balet w trzech aktach z prologiem

### Utwory orkiestrowe
- 1966: Scherzo, na orkiestrę symfoniczną
- 1969: Uvertura solemne na orkiestrę symfoniczną
- 1978: Epopeja, na orkiestrę symfoniczną
- 1993: Suita symfoniczna
- 2001: Kuartet për harqe

### Utwory wokalno-instrumentalne
- 1985: Vatra e urtësisë, kantata na solistę, chór i orkiestrę symfoniczną
- 1986: Rondo, na chór, wiolonczelę i orkiestrę symfoniczną
- 1990: Uratë vashave, kantata na solistę i orkiestrę symfoniczną

### Muzyka filmowa
- 1980: Gjurmët e bardha
- 1980: Kur pranvera vonohet
- 1984: Njeriu prej dheu